# Жуана Португалска (кралица на Кастилия)
Жуана Португалска е португалска инфанта и кралица на Кастилия – съпруга на кастилския крал Енрике IV.

## Произход
Родена е на 20 март 1439 г. в Кинта до Монте Оливете, Алмада, Португалия. Тя е най-малкото дете на португалския крал Дуарте и на арагонската инфанта Елеонора – дъщеря на арагонския крал Фернандо I.
Бащата на Жуана умира шест месеца преди раждането ѝ, оставяйки португалския престол на малолетния ѝ брат Афонсу V, от името на когото като регент започва да управлява бременната с Жуана кралица майка Елеонора Арагонска. През 1440 г. обаче Елеонора Арагонска е отстранена от регентството, което е поето от брата на покойния крал дон Педру де Коимбра. След като губи властта, Елеонора Арагонска напуска кралската резиденция в Алмейра и търси убежище в замъка Крато. Новият регент обаче обсажда замъка и принуждава кралицата майка да напусне Португалия.

## Кралица на Кастилия и Леон
На 21 май 1455 в Кордоба, Жуана Португалска е омъжена за втория ѝ братовчед – крал Енрике IV Кастилски. За Енрике IV това е втори брак. Първият му брак с Бланш Наварска, продължил цели тринадесет години, е разтрогнат от папа Николай V, тъй като никога не бил консумиран. Поради това в кралството се носел слухът, че Енрике Кастилски е импотентен. Освен това Жуана и Енрике се падали както първи братовчеди по майчина линия, така и втори братовчеди по бащина линия.
През февруари 1462 г., на шестата година от брака си, Жуана ражда дъщеря си Хуана, която често наричали Белтранеха, тъй като според слуховете неин биологичен баща е херцог Белтран де ла Куева, когото всички подозирали, че е дългогодишен любовник на кралицата. В резултат кралят прогонва Жуана от двора в замъка на кардинал Фонсека в Кока, Сеговия. Там кралицата започва любовна връзка с племенника на епископа. От тази връзка Жуана ражда двама незаконни сина.
През 1468 г. Енрике IV разтрогва брака си с Жуана, мотивирайки се с това, че от самото си начало той е незаконен.
Преди прогонването си от кастилския кралски двор Жуана дава повод на множество критики, обект на които са провокативните ѝ одежди с дълбоки деколтета и приписваните ѝ връзки с множество мъже. В Кастилия на Жуана приписват връзки с различни мъже, сред които е и известният поет Хуан Родригес де ла Камара.

## Последни години
След смъртта на бившия си съпруг през 1474 г. Жуана решава да отстоява правата на дъщеря си Хуана над кастилския престол, но скоро след това – на 12 декември 1475 г., бившата кралица умира на 36-годишна възраст. Погребана е във францисканския манастир в Мадрид.

## Деца
От брака на Жуана и Енрике IV Кастилски се ражда една дъщеря:
- Хуана ла Белтранеха (1466 – 1530), омъжена за вуйчо си – португалския крал Афонсу V.

От любовника си Педро де Кастилия и Фонсека, племенник на епископ Фонсека и внук на крал Педру I, Жуана има двама незаконни сина:
- Педро
- Андреас Апостол